# ملگار (تولیما)
ملگار (تولیما) (به اسپانیایی: Melgar, Tolima) یک سکونتگاه مسکونی در کلمبیا است که در Tolima واقع شده‌است.

## خصوصیات
ملگار ۱۹۶ کیلومترمربع مساحت و ۳۱٬۹۲۰ نفر جمعیت دارد و ۳۲۳ متر بالاتر از سطح دریا واقع شده‌است.